# Centrale à charbon d'Hazelwood
Pour les articles homonymes, voir Hazelwood.
La centrale à charbon d'Hazelwood (en anglais : Hazelwood Power Station) est une centrale thermique à charbon située près de Morwell, dans l'État de Victoria en Australie. Elle est composée de 6 générateurs de 200 MW pour une capacité totale de 1200 MW.
La centrale appartient à 72 % au groupe Engie, depuis le rachat de International Power, et à 28 % au groupe Mitsui. 

## Histoire
En février 2014, un incendie ravage la mine de charbon liée à la centrale et dure 45 jours. L'incendie mobilise 7 000 pompiers et coûte 18 millions de dollars australiens. De nombreuses personnes ont été intoxiquées par le monoxyde de carbone.
Le 24 mai 2016, un reportage est diffusé à la télévision française dans l'émission Cash investigations (Climat : le grand bluff des multinationales) et présente les conséquences sur l'environnement et la santé des habitants et des travailleurs de l'incendie de 2014. La ministre de l'environnement, Ségolène Royal est interrogée et indique qu'Engie, société française dont l'Etat est le principal actionnaire, "va se retirer de ce processus".
En octobre 2016, Engie annonce son intention de fermer la centrale, fermeture qui est confirmée en novembre 2016, pour le 31 mars 2017.

## Pollution
Considérée comme la centrale électrique la plus polluante du monde avec l'émission de 16 millions de tonnes de CO2 par an, elle est également parmi les plus vieilles.

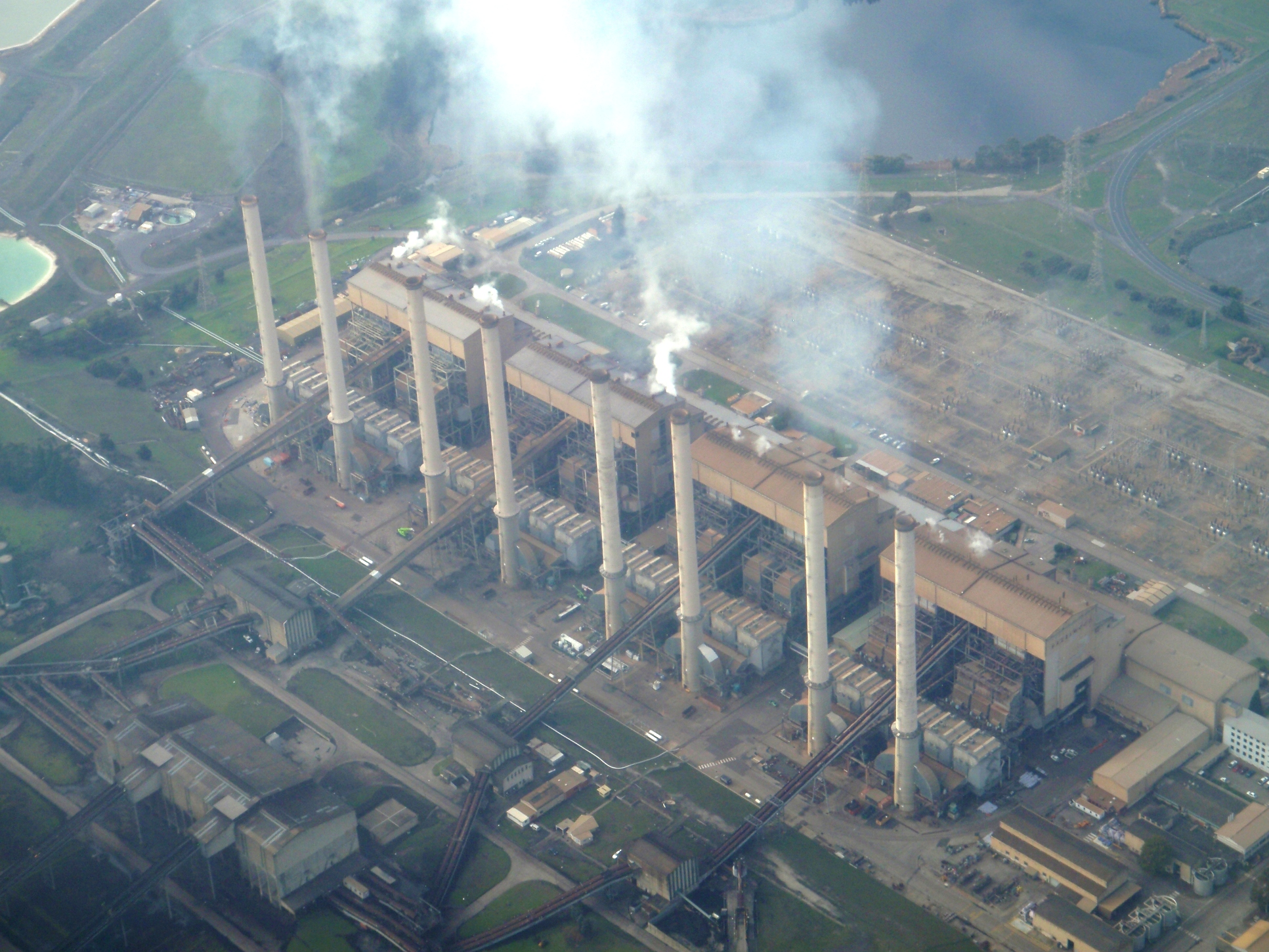
Centrale à charbon d'Hazelwood.
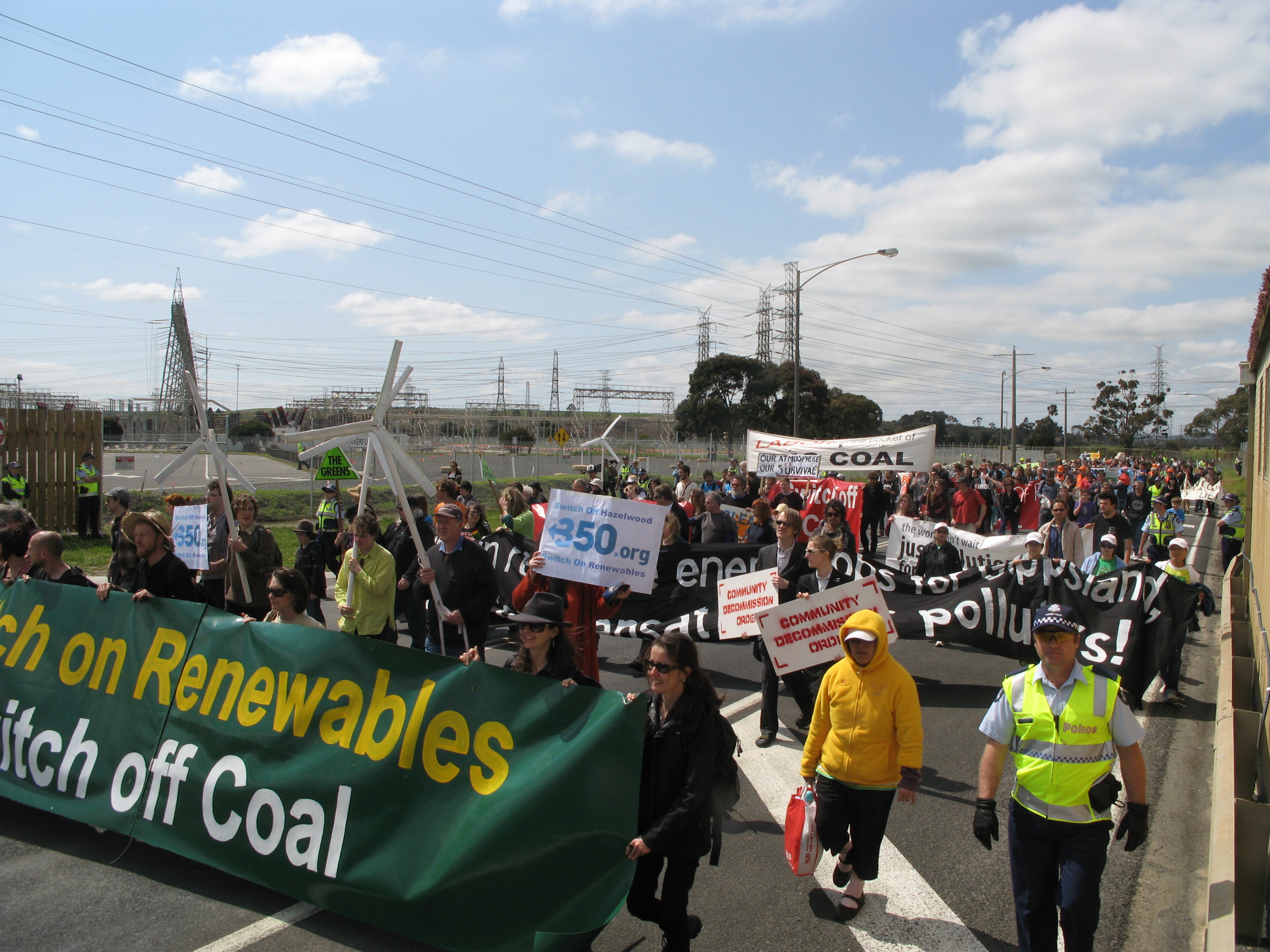
Manifestation en octobre 2010.